# Conjunción (astronomía)

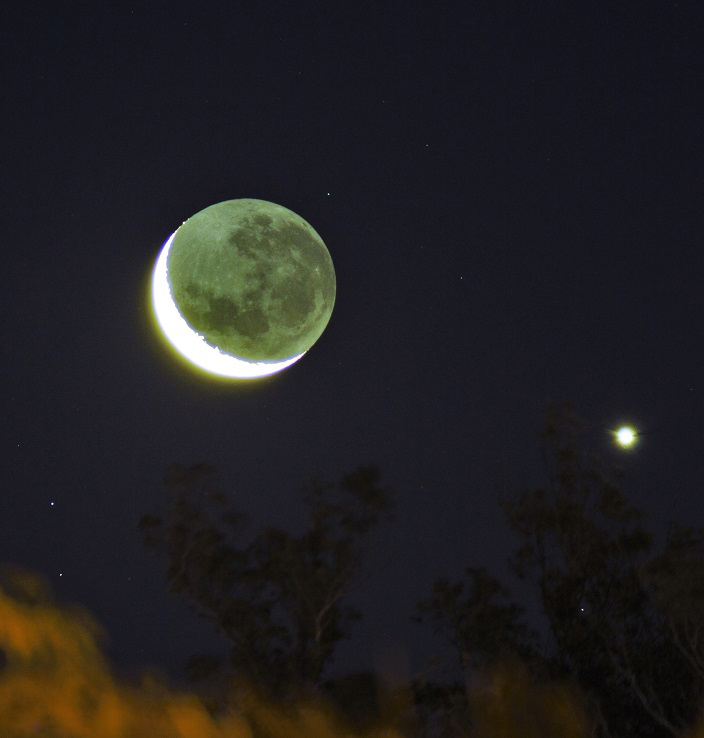
Conjunción entre la Luna y Venus, los dos objetos nocturnos más brillantes del cielo nocturno, visualmente juntos

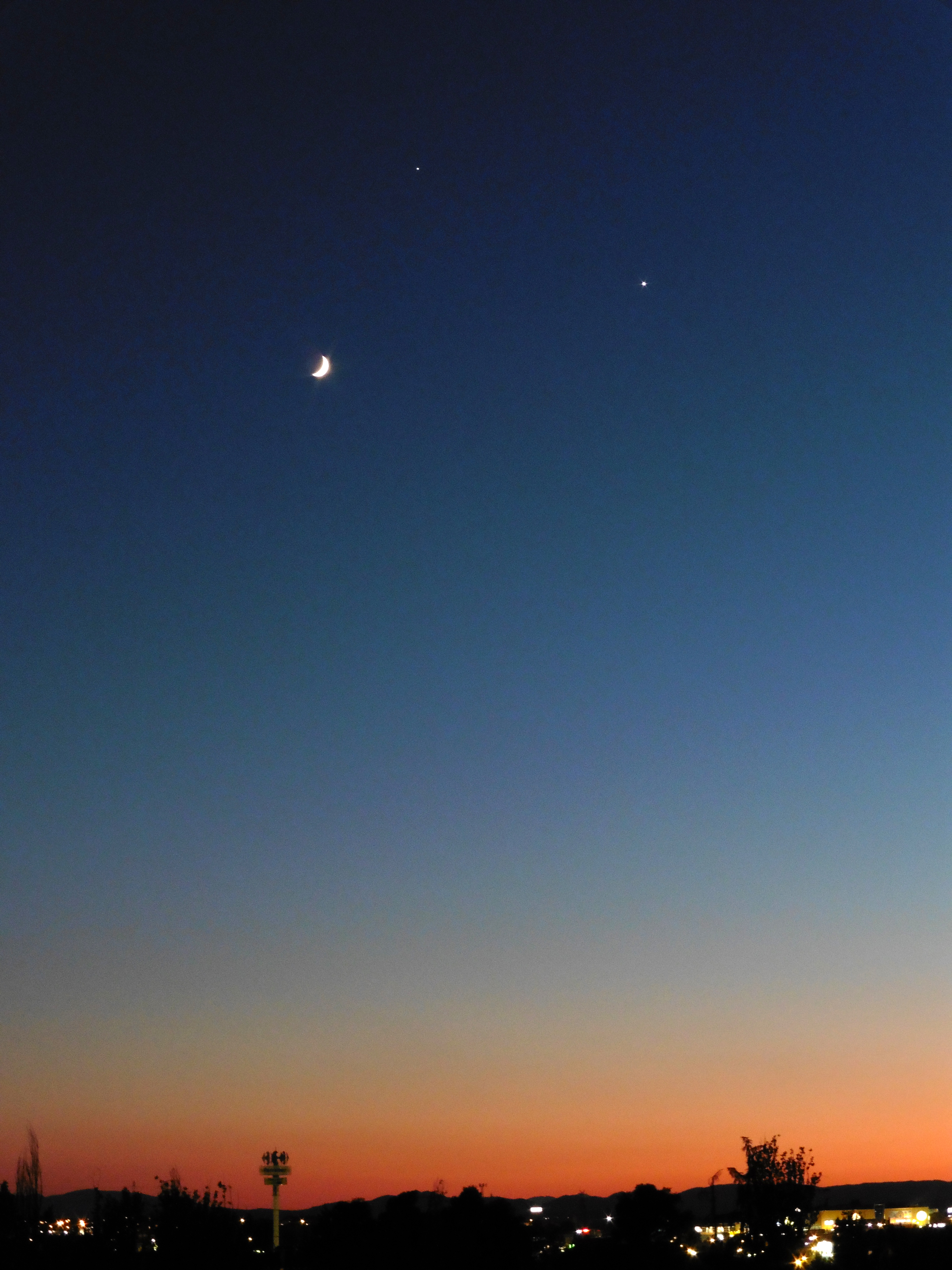
Luna, Júpiter y Venus al anochecer.

Dos astros están en conjunción cuando, observados desde un tercero (generalmente la Tierra), se hallan en la misma longitud celeste. Como la latitud celeste puede ser diferente los astros se aproximan mucho en el cielo, aunque no coinciden, pasando uno por encima del otro. La conjunción es uno de los principales aspectos de los planetas. También es aplicable a cualquier objeto celeste que esté ubicado próximo visualmente a otro.
1. La Luna se halla en conjunción con el Sol cuando pasa entre este y la Tierra, es decir en la Luna nueva. Si las latitudes no son muy diferentes, es decir si la Luna está cerca de los nodos de su órbita, ocurrirá un eclipse de Sol.
2. Los planetas interiores (Mercurio y Venus) se hallan en conjunción inferior cuando pasan entre el Sol y la Tierra; entonces el planeta se encuentra a la mínima distancia de la Tierra y nos presenta su mayor diámetro y su cara no iluminada. Si los planetas tienen una latitud pequeña (están cerca de la eclíptica o cerca del nodo de su órbita) entonces puede ocurrir un tránsito de estos planetas por el disco solar. Los planetas interiores están en conjunción superior cuando es el Sol el que se halla situado entre ellos y nuestro planeta. Están entonces a la máxima distancia de la Tierra y presentan su diámetro más pequeño y su cara totalmente iluminada. Son difíciles de observar porque al hallarse cerca del Sol salen y se ponen con él.
3. Los planetas exteriores a la órbita de la Tierra (el resto) sólo pueden hallarse en conjunción superior, que se denomina simplemente conjunción, pues el planeta no puede pasar entre el Sol y la Tierra. No debe confundirse con oposición, que es cuando la Tierra pasa entre el Sol y el planeta exterior.